# Bitwa pod Pozzolo
Bitwa pod Pozzolo (znana także jako bitwa nad Mincio) – starcie zbrojne, które odbyło się 25 grudnia 1800 r. Jego wynikiem było trudno odniesione zwycięstwo Francji pod dowództwem gen. Brune nad Austrią dowodzoną przez gen. Bellegarde, w wyniku czego zawarto zawieszenie broni. Po bitwie pod Marengo 14 czerwca 1800 r. Austriacy za wszelką cenę postanowili utrzymać się na linii rzeki Mincio. Francuską Armię Rezerwy po odejściu gen. Bonaparte do Paryża, przejął gen. Brune. W Boże Narodzenie 1800 r. Armia Rezerwy (dowodzona także przez gen. dyw. Monniera i gen. bryg. Carra de Saint-Cyr) zaatakowała pozycje Austriaków i złamała ich obronę linii Mincio. Pokonani Austriacy cofnęli się na wschód, nad rzekę Adyga.